# Juan Verduzco
Juan Verduzco (Cidade do México, 28 de janeiro de 1946 – Cidade do México, 4 de março de 2024) foi um ator e comediante mexicano.

## Filmografia

### Telenovelas
- Y mañana será otro día (2018) - Lic. Solís
- La doble vida de Estela Carrillo (2017) - Juiz Estrada
- Mi adorable maldición (2017) - Psicólogo
- Un camino hacia el destino (2016) - Dr. Becker
- El hotel de los secretos (2016) - Don Javier Góngora
- Hasta el fin del mundo (2014) - Aguilar
- La gata (2014) - Augusto Martínez-Negrete
- Por siempre mi amor (2013-2014) - Dr. Elías Carranza
- Corazón indomable (2013) - Abelardo Ponce
- Amores verdaderos (2012-2013) - Dr. Alberto Montaño
- Cachito de cielo (2012) - Marcel
- Una familia con suerte (2011) - Julio Treviño
- Para volver a amar (2010-2011) - Enrique Pimentel
- Atrévete a soñar (2009-2010) - Adolfo Lanfontaine
- Alma de hierro (2008-2009) - Saúl Higareda
- Amor sin maquillaje (2007)
- Duelo de pasiones (2006)
- La fea más bella (2006-2007) - Padre
- Amy, la niña de la mochila azul (2004) - Román
- Bajo la misma piel (2003-2004) - Aurelio Acosta
- La culpa (1996-1997) - Diretor Sandoval
- Pobre niña rica (1995-1996) - Manuel Ferreti
- María José (1995) - Horacio
- Mi segunda madre (1989) - Marcelo
- Rosa salvaje (1987-1988) - Sr. Ramos
- La fiera (1983-1984) - Marín
- Déjame vivir (1982) - Quino
- Caminemos (1980-1981) - Bruno
- Sandra y Paulina (1980) - Rubén
- Gotita de gente (1978-1979) - Eugenio
- Mundo de juguete (1974) - Ginecologista

### Cinema
- Cándido de día, Pérez de noche (1992) - Padre Camilo Pérez
- Cándido Pérez, especialista en señoras (1991)
- Narco terror (1985) - Morris
- El sinvergüenza (1984)
- El pequeño Robin Hood (1975)

### Séries
- Como dice el dicho (2013) - Moravia
- Adictos (2012) - Saldaña
- La familia P. Luche (2002-2004/2007/2011) - Don Camerino
- Vecinos (2005-2007) - Comandante / Señor Olvera
- Par de ases (2005) - Varios
- Hospital el paisa (2004) - Sr. Televisión
- Humor... es los comediantes (2000-2001)
- Dr. Cándido Pérez (1987-1993) - Padre Camilo